# 许嘉阳
许嘉阳（1999年11月22日—）
，中国河北秦皇岛人，围棋职业棋手。他2012年入段，2017年升为六段，2018年升为七段，2019年升为八段，2021年升为九段。他尚未成为职业棋手时，就在2011年的围丙联赛中取得七连胜，两年后又在围乙联赛中取得七连胜，成为中国围棋界又一位成绩突出的新锐。他目前在世界大赛中的最好成绩是四强。

## 国内比赛成绩
2011年，代表北京朝阳棋院队参加全国围棋团体赛，以七战全胜的成绩帮助队伍夺冠并升入乙级。
2013年，代表天津天大围棋队参加全国围棋乙级联赛，再次以七战全胜的成绩帮助队伍升入甲级。
2013年，获全国围棋个人赛男子乙组冠军。
2019年2月 中国围棋协会公布了最新的中国职业棋手升段记录，其中，许嘉阳七段共用28局，获得70分平均分，在击败李喆之后升为八段。
2019年4月，获“浙江平湖当湖十局杯”CCTV电视快棋赛亚军，并获得代表中国参加2019年亚洲杯电视围棋快棋赛的资格。
2021年1月，获“烂柯杯衢州杯”冠军

## 国际比赛成绩
2016年，在本赛中连胜陈诗渊、李轩豪和李东勋，进入第2届百灵杯八强，后负于柯洁。
2017年，连胜日本棋手广濑优一和韩国棋手偰玹准，获第5期陕川郡中日韩英才战冠军。
2017年，在第4届利民杯世界围棋星锐最强战总决赛中连胜杨楷文、宋知勋、谢科、丁浩，决赛中负于柯洁，获得亚军。